# 서부로 (여수시)
서부로(Seobu-ro) 전라남도 여수시 소라면 죽림사거리에서 율촌면 율촌사거리를 잇는 도로이다.

## 주요 경유지
전라남도
- 여수시 (소라면 - 율촌면)

## 노선
| 이름              | 접속 노선                        | 소재지        | 경유지        | 비고          |
| 도원로와 직결     | 도원로와 직결                    | 도원로와 직결 | 도원로와 직결 | 도원로와 직결 |
| ----------------- | -------------------------------- | ------------- | ------------- | ------------- |
| 죽림삼거리        | 국가지원지방도 제22호선 (덕양로) | 여수시        | 소라면        |               |
| 풍류삼거리        | 조산로                           | 여수시        | 소라면        |               |
| 달천재            |                                  | 여수시        | 소라면        |               |
| 솔구재            |                                  | 여수시        | 소라면        |               |
| 상봉삼거리        | 봉전길                           | 여수시        | 율촌면        |               |
| 율촌면 상봉교차로 | 해룡로                           | 여수시        | 율촌면        |               |
| 상여재            |                                  | 여수시        | 율촌면        |               |
| 봉두고개          |                                  | 여수시        | 율촌면        |               |
| 율촌 교차로       | 국도 제17호선 (엑스포대로)       | 여수시        | 율촌면        |               |
| 월산교            |                                  | 여수시        | 율촌면        |               |
| 월산 교차로       | 여순로                           | 여수시        | 율촌면        |               |
| 월산삼거리        | 동산개길                         | 여수시        | 율촌면        |               |
| 제2조화교         |                                  | 여수시        | 율촌면        |               |
| 율촌삼거리        | 호산길                           | 여수시        | 율촌면        |               |

## 주요 건물 및 시설
- HD현대오일뱅크 해오름 주유소 (전라남도 여수시 소라면 서부로 870)
- S-OIL지호 주유소 (전라남도 여수시 율촌면 서부로 1942)